# 고바야시 마코토 (만화가)
고바야시 마코토(일본어: 小林まこと, こばやし まこと, 본명: 小林誠. 1958년 5월 13일 - )는 니가타현 니가타시 출신의 만화가이다. 니가타시립 구로사키 중학교, 니가타 현립 니가타 상업고등학교를 졸업했다. 가수 고바야시 사치코의 친척으로 고교시절에 유도 선수였기 때문에 유도를 했던 경험이 작품에 영향을 주게 된다.

## 작품
- 1･2의 신시로(1・2の三四郎)
- 1･2의 산시로 II (1・2の三四郎 II) - 학산문화사에서 '다덤벼'라는 제목으로 번역판이 발간.
- 유도부 이야기(柔道部物語)
- What's Michael?
- 아임 맥코이 (I am マッコイ)
- 헤바! 헬로짱 (へば！ハローちゃん)
- 달려라 이와시미즈 (それいけ岩清水)
- 투혼 프로덕션 (闘魂プロダクション)
- 가브린 (ガブリン)
- 격투탐정단 (格闘探偵団)
- 시로마다라 (シロマダラ) - 제목의 의미는 일본산 능구렁이의 일종.